# Mohamadou Lamine Ba
Mohamadou Lamine Ba (* 23. Oktober 2001) ist ein malischer Fußballspieler.

## Karriere

### Verein
Mohamadou Lamine Ba spielt seit mindestens der Saison 2022/23 bei Olympique de Béja in der ersten tunesischen Liga. Sein erstes nachzuweisendes Spiel war ein 2:1-Sieg über Club Africain am 15. November 2022. In dieser Spielzeit gewann er mit seiner Mannschaft auch den Pokal. Am 20. August 2023 kam er erstmals im CAF Confederation Cup zum Einsatz.

### Nationalmannschaft
Im Sommer 2023 nahm er mit der malischen U23 am Afrika-Cup 2023 teil. Dort kam er in allen fünf Partien seiner Mannschaft zum Einsatz und erreichte mit ihr den dritten Platz, womit sie sich für das Turnier der Olympischen Spiele 2024 in Paris qualifizierte.